# 葉室頼親
葉室 頼親 （はむろ よりちか）は、鎌倉時代後期の公卿。従三位・葉室季頼の子。官位は正二位・権大納言。法名は園親。葉室家9代。

## 官歴
『公卿補任』による
- 時期不明：叙爵（従五位下）
- 仁治2年（1241年） 正月5日：従五位上
- 宝治2年（1248年） 11月2日：丹波守
- 建長元年（1249年） 正月5日：正五位下
- 建長4年（1252年） 12月4日：右衛門権佐
- 正嘉元年（1257年） 11月19日：転左衛門権佐
- 正嘉2年（1258年） 8月20日：防鴨川使
- 弘長元年（1261年） 4月7日：蔵人。8月20日：兼中宮大進
- 弘長3年（1263年） 10月26日：辞権佐
- 文永3年（1266年） 12月15日：左少弁
- 文永5年（1268年） 12月2日：転権右中弁、従四位下
- 文永6年（1269年） 5月1日：転右中弁。12月9日：兼修理右宮城使
- 文永7年（1270年） 正月5日：従四位上。正月21日：転右大弁。3月15日：正四位下
- 文永8年（1271年） 11月19日：蔵人頭。12月19日：皇后宮亮
- 文永9年（1272年） 9月27日：内蔵頭
- 文永10年（1273年） 12月8日：還任右大弁、去内蔵頭
- 文永11年（1274年） 3月20日：正四位上。4月5日：参議、去大弁。9月10日：兼宮内卿。11月18日：従三位
- 文永12年（1275年） 正月18日：兼美濃権守
- 建治3年（1277年） 正月29日：正三位。2月29日：辞卿
- 弘安元年（1278年） 7月13日：解官。7月27日：配流（安芸国）
- 弘安2年（1279年） 6月2日：復正三位。12月12日：還任参議
- 弘安3年（1280年） 3月12日：兼備中権守
- 弘安6年（1283年） 3月28日：権中納言。12月20日：辞権中納言。12月24日：従二位
- 弘安7年（1284年） 10月27日：按察使
- 弘安9年（1286年） 正月5日：正二位
- 永仁6年（1298年） 6月23日：権大納言、辞按察使。12月18日：辞権大納言
- 正安元年（1299年） 6月18日：出家（法名園親）
- 嘉元4年（1306年） 2月5日：薨去（享年73）

## 系譜
- 父：葉室季頼
- 母：藤原家時の娘[1][2]
- 養父[1][2]：葉室資頼 - 祖父
- 妻：江口遊女[1][2]
  - 長男[2]：葉室頼藤（1254-1336）
- 生母不明の子女
  - 次男[2]：葉室頼房（?-1318以降）[1]
  - 三男[2]：葉室頼任（?-1316以降）[1]
  - 男子：頼乗[1] - 興福寺僧正
  - 男子：頼禅[1] - 園城寺法印
  - 男子：頼源[1] - 延暦寺法印
  - 男子：範宗[1] - 興福寺僧正・別当